# Leopoldo Guglielmo di Baden-Baden
Leopoldo Guglielmo di Baden-Baden (16 settembre 1626 – Baden-Baden, 1º marzo 1671) è stato un feldmaresciallo del Sacro Romano Impero.

## Biografia
Era figlio del margravio Guglielmo di Baden-Baden e della principessa Caterina Ursula di Hohenzollern-Hechingen.
Nominato Feldmaresciallo Generale, si scontrò con i nemici dell'Impero in Pomerania e in Svezia, oltre che in Ungheria dove diede battaglia ai Turchi ottomani che tentavano di invadere il fronte europeo. Fu anche governatore di Varaždin in Croazia.

## Matrimonio e figli
Nel 1659 Leopoldo Guglielmo si sposò con Anna Silvia del Carretto, contessa di Millesimo (1607-26 febbraio 1664), ma questo matrimonio non ebbe eredi.
Alla morte della prima moglie, Leopoldo Guglielmo si risposò il 23 febbraio 1666 con la contessa Maria Francesca di Fürstenberg-Heiligenberg (18 maggio 1633-7 marzo 1702), figlia del Conte Egon VIII di Fürstenberg-Heiligenberg. Da questo matrimonio nacquero i seguenti eredi:
- Leopoldo Guglielmo (20 gennaio 1667-11 aprile 1716), Rastatt
- Un figlio di cui non ci è giunto il nome (nato e morto il 20 gennaio 1677)
- Carlo Federico Ferdinando (14 settembre 1668-14 settembre 1680)
- Caterina Francesca (morta in gioventù)
- Enrichetta (morta in gioventù)
- Anna (morta in gioventù)

## Ascendenza
|                                            |                                            |                                | Genitori                     |  |  | Nonni |  |  | Bisnonni                           |  |  | Trisnonni                   |  |
|                                            |                                            |                                |                              |  |  |       |  |  | Cristoforo II di Baden-Rodemachern |  |  | Bernardo III di Baden-Baden |  |
|                                            |                                            |                                |                              |  |  |       |  |  | Cristoforo II di Baden-Rodemachern |  |  | Bernardo III di Baden-Baden |  |
|                                            |                                            | Francesca di Lussemburgo-Ligny |                              |  |  |       |  |  | Cristoforo II di Baden-Rodemachern |  |  |                             |  |
| Edoardo Fortunato di Baden-Baden           |                                            |                                |                              |  |  |       |  |  | Cristoforo II di Baden-Rodemachern |  |  |                             |  |
|                                            |                                            | Cecilia Vasa                   | Gustavo I di Svezia          |  |  |       |  |  |                                    |  |  |                             |  |
|                                            |                                            | Cecilia Vasa                   | Gustavo I di Svezia          |  |  |       |  |  |                                    |  |  |                             |  |
|                                            |                                            | Cecilia Vasa                   | Margherita Leijonhufvud      |  |  |       |  |  |                                    |  |  |                             |  |
| Guglielmo di Baden-Baden                   |                                            | Cecilia Vasa                   |                              |  |  |       |  |  |                                    |  |  |                             |  |
|                                            |                                            | Joost van der Eycken           | …                            |  |  |       |  |  |                                    |  |  |                             |  |
|                                            |                                            | Joost van der Eycken           | …                            |  |  |       |  |  |                                    |  |  |                             |  |
|                                            |                                            | Joost van der Eycken           | …                            |  |  |       |  |  |                                    |  |  |                             |  |
| Maria van Eicken                           |                                            | Joost van der Eycken           |                              |  |  |       |  |  |                                    |  |  |                             |  |
|                                            |                                            | Barbara de Mol                 | …                            |  |  |       |  |  |                                    |  |  |                             |  |
|                                            |                                            | Barbara de Mol                 | …                            |  |  |       |  |  |                                    |  |  |                             |  |
|                                            |                                            | Barbara de Mol                 | …                            |  |  |       |  |  |                                    |  |  |                             |  |
| Leopoldo Guglielmo di Baden-Baden          |                                            | Barbara de Mol                 |                              |  |  |       |  |  |                                    |  |  |                             |  |
|                                            | Eitel Federico I di Hohenzollern-Hechingen | Carlo I di Hohenzollern        |                              |  |  |       |  |  |                                    |  |  |                             |  |
|                                            | Eitel Federico I di Hohenzollern-Hechingen | Carlo I di Hohenzollern        |                              |  |  |       |  |  |                                    |  |  |                             |  |
|                                            | Eitel Federico I di Hohenzollern-Hechingen | Anna di Baden-Durlach          |                              |  |  |       |  |  |                                    |  |  |                             |  |
| Giovanni Giorgio di Hohenzollern-Hechingen | Eitel Federico I di Hohenzollern-Hechingen |                                |                              |  |  |       |  |  |                                    |  |  |                             |  |
|                                            |                                            | Sibilla di Zimmern             | Froben Christoph von Zimmern |  |  |       |  |  |                                    |  |  |                             |  |
|                                            |                                            | Sibilla di Zimmern             | Froben Christoph von Zimmern |  |  |       |  |  |                                    |  |  |                             |  |
|                                            |                                            | Sibilla di Zimmern             | …                            |  |  |       |  |  |                                    |  |  |                             |  |
| Caterina Ursula di Hohenzollern–Hechingen  |                                            | Sibilla di Zimmern             |                              |  |  |       |  |  |                                    |  |  |                             |  |
|                                            |                                            | …                              | …                            |  |  |       |  |  |                                    |  |  |                             |  |
|                                            |                                            | …                              | …                            |  |  |       |  |  |                                    |  |  |                             |  |
|                                            |                                            | …                              | …                            |  |  |       |  |  |                                    |  |  |                             |  |
| Francesca di Salm-Dhaun                    |                                            | …                              |                              |  |  |       |  |  |                                    |  |  |                             |  |
|                                            |                                            | …                              | …                            |  |  |       |  |  |                                    |  |  |                             |  |
|                                            |                                            | …                              | …                            |  |  |       |  |  |                                    |  |  |                             |  |
|                                            |                                            | …                              | …                            |  |  |       |  |  |                                    |  |  |                             |  |
|                                            |                                            | …                              |                              |  |  |       |  |  |                                    |  |  |                             |  |